# Bullimus
Genre

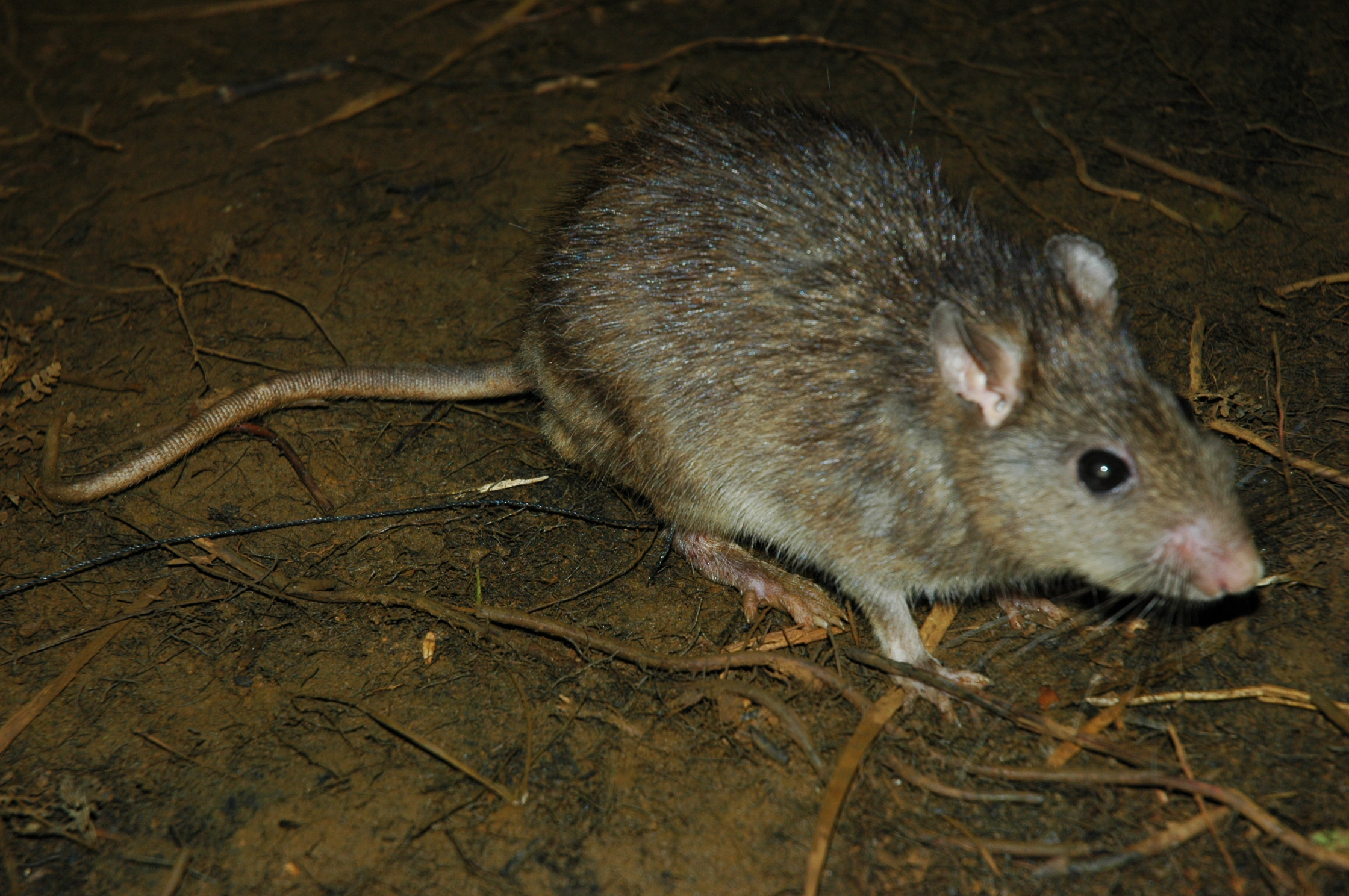

Bullimus est un genre de rongeurs de la sous-famille des Murinés.

## Liste des espèces
Ce genre comprend les espèces suivantes :
- Bullimus bagobus Mearns, 1905
- Bullimus gamay Rickart et al., 2002
- Bullimus luzonicus (Thomas, 1895)